# Ewa Lipska
 (mai 2025).
La mise en forme du texte ne suit pas les recommandations de Wikipédia : il faut le « wikifier ».
Les points d'amélioration suivants sont les cas les plus fréquents. Le détail des points à revoir est peut-être précisé sur la page de discussion.
- Les titres sont pré-formatés par le logiciel. Ils ne sont ni en capitales, ni en gras.
- Le texte ne doit pas être écrit en capitales (les noms de famille non plus), ni en gras, ni en italique, ni en « petit »…
- Le gras n'est utilisé que pour surligner le titre de l'article dans l'introduction, une seule fois.
- L'italique est rarement utilisé : mots en langue étrangère, titres d'œuvres, noms de bateaux, etc.
- Les citations ne sont pas en italique mais en corps de texte normal. Elles sont entourées par des guillemets français : « et ».
- Les listes à puces sont à éviter, des paragraphes rédigés étant largement préférés. Les tableaux sont à réserver à la présentation de données structurées (résultats, etc.).
- Les appels de note de bas de page (petits chiffres en exposant, introduits par l'outil «  Source ») sont à placer entre la fin de phrase et le point final[comme ça].
- Les liens internes (vers d'autres articles de Wikipédia) sont à choisir avec parcimonie. Créez des liens vers des articles approfondissant le sujet. Les termes génériques sans rapport avec le sujet sont à éviter, ainsi que les répétitions de liens vers un même terme.
- Les liens externes sont à placer uniquement dans une section « Liens externes », à la fin de l'article. Ces liens sont à choisir avec parcimonie suivant les règles définies. Si un lien sert de source à l'article, son insertion dans le texte est à faire par les notes de bas de page.
- La présentation des références doit suivre les conventions bibliographiques. Il est recommandé d'utiliser les modèles {{Ouvrage}}, {{Chapitre}}, {{Article}}, {{Lien web}} et/ou {{Bibliographie}}. Le mode d'édition visuel peut mettre en forme automatiquement les références.
- Insérer une infobox (cadre d'informations à droite) n'est pas obligatoire pour parachever la mise en page.

Pour une aide détaillée, merci de consulter Aide:Wikification.
Si vous pensez que ces points ont été résolus, vous pouvez retirer ce bandeau et améliorer la mise en forme d'un autre article.
Pour les articles homonymes, voir Lipska.

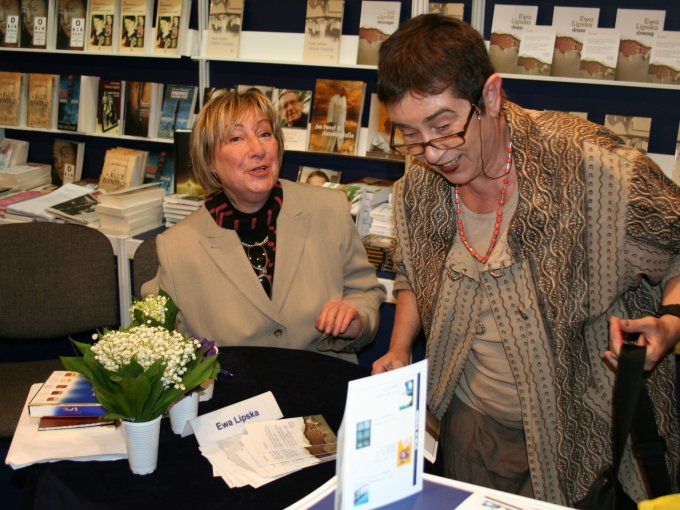
Ewa Lipska

Ewa Lipska, née à Cracovie le 8 octobre 1945, est une poétesse et journaliste polonaise.

## Biographie
Ewa Lipska n’a que 16 ans quand, en 1961, le journal Gazeta Krakowska publie ses premiers poèmes Krakowska noc, Smutek et Van Gogh. En 1963, après avoir achevé sa scolarité secondaire, elle étudie la peinture et l’histoire de l’art à l’Académie des beaux-arts de Cracovie. Dès l’année suivante, elle commence à publier dans les revues Życie Literackie (La Vie littéraire) et Dziennik Polski. En 1968, elle adhère à l’Union des écrivains polonais, dont elle reste membre jusqu'à sa dissolution en 1983.
Dans les années 1970 et 1980, elle collabore à la maison d’édition Wydawnictwo Literackie. En 1975/1976, grâce à une bourse de l’International Writing Program de l'université de l'Iowa, elle séjourne six mois à Iowa City, aux États-Unis. Elle adhère au PEN Club polonais en 1978. Elle figure parmi les membres fondateurs, en 1981, de la revue littéraire Pismo et collabore au début des années 1990 à la rédaction d'Arka (L'Arche) et Dekada Literacka (La décennie littéraire).
En 1983, une bourse du DAAD lui permet d'effectuer un séjour à Berlin-Ouest. En 1989, elle participe à la création de l’Association des écrivains polonais. À partir de 1991 elle vit et travaille à Vienne en tant que première secrétaire, puis comme conseillère à l’ambassade de Pologne. Elle dirige l’Institut polonais de la capitale autrichienne de 1995 à 1997. Elle est également membre du PEN Club autrichien. Ewa Lipska vit aujourd’hui de nouveau à Cracovie, où elle anime notamment des ateliers de poésie à l’université Jagellonne.

## Prix et distinctions
L’œuvre d’Ewa Lipska a été récompensée par de nombreux prix littéraires : en 1971 par le Prix Andrzej-Burs, en 1973 par le prix littéraire de la Fondation Kościelski, dont le siège est à Genève, en 1978 par le prix Pierścienia pour l’ensemble de son œuvre et en 1979 par le prix Robert-Graves, décerné par le PEN Club.
Elle a également obtenu, en 1990, le prix de la Fondation australienne POLCUL, en 1992 le prix du PEN-Club polonais décerné par la Fondation Büchner, en 1993 le prix de la Fondation A. Jurzykowski de New York, en 1995 le prix de la Ville de Cracovie pour son recueil Sklepy zoologiczne et en 2001 le prix du Livre du Mois Odra de la ville de Wrocław.
Ja, publié en 2003, a été sélectionné par le jury du prix littéraire NIKE en 2004.
En 2007, Ewa Lipska reçoit le prix germano-polonais Samuel Bogumił Linde et en 2009, les éditions Wydawnictwo Literackie lui décernent le prix Akademią ku czci. Son premier roman et début en prose, Sefer, est également primé.

## Festivals
Ewa Lipska a été invitée à plusieurs reprises à participer à des festivals internationaux de poésie : à Toronto en 1981, à Rotterdam (Poetry International, en 1985 et 1990), en Slovénie en 1988, ainsi qu’à d’autres manifestations similaires en Autriche, au Royaume-Uni, en Allemagne, au Danemark, en Suède et aux États-Unis.

## Œuvres
Ewa Lipska a publié une vingtaine de recueils de poèmes :
- Wiersze, 1967
- Drugi zbiór wierszy, 1970
- Trzeci zbiór wierszy, 1972
- Czwarty zbiór wierszy, 1974
- Piąty zbiór wierszy, 1978
- Żywa śmierć, 1979
- Nie o śmierć tutaj chodzi, lecz o biały kordonek, 1982
- Przechowalnia ciemności, 1985
- Strefa ograniczonego postoju, 1990
- Wakacje mizantropa, 1993
- Stypendyści czasu, 1994
- Ludzie dla początkujących, 1996
- Godziny poza godzinami, poèmes choisis, 1998
- 1999, 1999
- Sklepy zoologiczne, 2001
- Uwaga, stopień, 2002
- Sekwens, 2003
- Ja, 2003
- Wiersze do piosenek. Serca na rowerach, 2004
- Gdzie indziej, 2004
- Drzazga, 2006
- Pomarańcza Newtona, 2007
- Takie Czasy
- Sefer, (roman) 2009
- Pogłos, 2010

### Traductions
Des recueils complets et/ou des anthologies des poèmes d'Ewa Lipska sont parus en français ainsi qu’en albanais, en allemand, en anglais, en bulgare, en catalan, en croate, en danois, en espagnol, en hébreu, en hongrois, en italien, en néerlandais, en serbe, en slovaque, en suédois, en tchèque et en ukrainien.
en français
- Deux poétesses polonaises contemporaines: Ewa Lipska et Wisława Szymborska, poèmes choisis et traduits du polonais par Isabelle Macor-Filarska et Grzegorz Splawiński, L'Ancrier, Mundolsheim (1996)
- L’Homme pour débutants: choix de poèmes, traduit du polonais par Isabelle Macor-Filarska et Grzegorz Splawiński, Maison de la poésie Nord-Pas-de-Calais, Beuvry, (2004)
- Moi - Ailleurs - L’écharde, traduit du polonais par Isabelle Macor-Filarska et Irena Gudaniec-Barbier, Éd. Grèges, Montpellier 2008. Cet ouvrage regroupe en un seul volume trois  recueils publiés en Pologne: Ja (2003), Gdzie Indziej (2005) et drzazga (2006).
- L’Orange de Newton, traduit du polonais par Isabelle Marcor-Filarska avec la collaboration d’Irena Gudaniec-Barbier, Amay, Belgique, L’Arbre à paroles (2013)
- Rumeur, suivi de Chère Madame Schubert, traduit du polonais par Isabelle Macor, Éditions LansKine, Nantes/Paris (2015)
- L'amour, chère Madame Schubert, traduit du polonais par Isabelle Macor, Éditions LansKine, Nantes/Paris (2015)
- Lecteur d'empreintes digitales, traduit du polonais par Isabelle Macor, Éditions LansKine, Nantes/Paris (2017)

en albanais
- Msohu me vdekjen, traduit du polonais par ??, Springa, Tirana 2000
- Un, traduit du polonais par ??, Rozafa, Pristina 2006

en allemand
- Auf den Dächern der Mausoleen, traduit du polonais par Karl Dedecius, Peter Raina und Witold Wirpsza, Oberbaum Verlag, Berlin 1983.
- Meine Zeit. Mein Leib. Mein Leben, traduit du polonais par Alois Woldan, Residenz, Salzbourg/Vienne, 1990
- Achtung Stufe, traduit du polonais par Doreen Daume, Droschl-Verlag, Graz 2004

en anglais
- Such Times, traduit du polonais par John R. Colombo et Mikola Roussanoff, Hounslow Press, Toronto 1981
- Poet? Criminal? Madman?, traduit du polonais par Barbara Plebanek et Tony Howard, Forest Books, Londres 1991
- Pet Shops and other Poems, traduit du polonais par Barbara Bogoczek et Tony Howard, Arc Publications, Todmorden (Lancs), 2002
- The New Century, (anthologie), poèmes choisis et traduits du polonais par Ewa Elżbieta Nowakowska et Robin Davidson, Northwestern University Press, Evanston/Chicago, Illinois 2010

en bulgare
Cliquer sur le lien suivant pour lire des poèmes d'Ewa Lipska en traduction bulgare: http://www.slovo.bg/old/litvestnik/126/lv0126010.htm
en catalan
- Eixida d'emergència (anthologie), poèmes choisis et traduits du polonais par Josep Antoni Ysern Lagarda, Pagès editors, Lleida 2004

en croate
- Tu - Izabrane pjesme (anthologie), poèmes choisis et traduits du polonais par Marina Trumić, Connectum, Sarajevo 2010

en danois
- En misantrops ferie, traduit du polonais par Janina Katz et Uffe Harder, Husets Forlag, Aarhus 1990
- Mennesker for begyndere, traduit du polonais par Janina Katz, Tiderne skifter, Copenhague 1999
- Verdens diskotek, traduit du polonais par Janina Katz et Anne Hermann, Husets Forlag, Aarhus 2005
- I herberget Europas, traduit du polonais par Janina Katz et Anne Hermann, Tiderne skifter, Copenhague 2011

en espagnol
- La astilla. La naranja de Newton traduit du polonais par Antonio Benítez Burraco et Anna Sobieska, Ediciones Trea, Gijón 2010

en hongrois
- Versei, traduit du polonais par Grácia Kerényi, Európa Könyvkiadó, Budapest 1979

en italien
- L'occhio incriminato del tempo, Armando, Rome, 2013
- Il lettore di impronte digitali, Donzelli, Rome, 2017

en néerlandais
- Huis voor een vredige jeugd, traduit du polonais par ??, Masereels Fonds, Gand 1982
- Mensen voor beginners, traduit du polonais par Karol Lesman et Ad van Rijsewijk, De Geus, Breda, 2000
- Splinter, traduit du polonais par Ad van Rijsewijk, De Geus, Breda, 2007

en slovaque
- Sedemnást' červených veveričiek, Drevo a srd, Bratislava 2001

en suédois
- Zon, dikter 1974-1994 (anthologie), poèmes choisis et traduits du polonais par Anders Bodegård, Elleström, Stockholm 1997

en tchèque
- Vernisáž, traduit du polonais par Ludvík Štěpán, Československý spisovatel, Prague 1979

en ukrainien
- Anatoly Gluchak, Польський літературний вітраж, видавництво Маяк, Odessa 2007 (poèmes d’Ewa Lipska traduits du polonais par Anatoly Gluchak, p. 109-114)

### Musique
De nombreux poèmes d’Ewa Lipska ont été mis en musique et interprétés par des chanteurs polonais tels qu'Andrzej Zieliński, Marek Grechuta ou Grzegorz Turnau.